# Sarandinovo
Sarandinovo (makedonska: Сарандиново) är en ort i Nordmakedonien. Den ligger i kommunen Dolneni, i den centrala delen av landet, 60 kilometer söder om huvudstaden Skopje. Sarandinovo ligger 609 meter över havet och antalet invånare är 125.